# Hilde Martini-Striegl
Hilde Martini-Striegl (* 1884 in Arad, Österreich-Ungarn; † 1974) war eine rumäniendeutsche Schriftstellerin aus dem Banat.

## Leben
Martini-Striegl wurde 1884 im damals zur österreich-ungarischen Monarchie gehörenden Arad als Angehörige der deutschsprachigen Minderheit geboren. Nachdem ihre Geburtsstadt nach dem Ersten Weltkrieg an Rumänien gefallen war, blieb sie im neuen Staat. Sie schrieb Lyrik und Prosa in deutscher Sprache und veröffentlichte diese in den 1920er und 1930er Jahren in der Temeswarer Zeitung und in den Banater Monatsheften. Im Jahr 1940 erschien ihr erster eigenständiger Gedichtband Schwäbischer Garten. Es folgte vier Jahre nach ihrem Tod der Abdruck bisher unveröffentlichter Texte in der rumänischen Zeitschrift Neue Literatur (1978). Im Jahr 1988 erschien im Bukarester Kriterion Verlag das Buch Roter Mohn. Gedichte und Prosa.

## Veröffentlichungen
- Schwäbischer Garten. Gedichte. Banater Blätter 13, Timişoara, 1940
- Roter Mohn / Gedichte und Prosa. Kriterion Verlag, București, 1988

## Links
- Schriftsteller aus dem Banat, Siebenbürgen, Sathmar und Buchenland / Rumänien

| Personendaten    | Personendaten                                   |
| ---------------- | ----------------------------------------------- |
| NAME             | Martini-Striegl, Hilde                          |
| KURZBESCHREIBUNG | rumäniendeutsche Schriftstellerin aus dem Banat |
| GEBURTSDATUM     | 1884                                            |
| GEBURTSORT       | Arad, Österreich-Ungarn                         |
| STERBEDATUM      | 1974                                            |